# Pamela Reed
Pamela Reed (Tacoma, 1949. április 2. –) amerikai színésznő.  
Leginkább az Ovizsaru (1990) és a Bean – Az igazi katasztrófafilm (1997) című filmekből ismert.
2009–2012 között a Városfejlesztési osztály epizódjaiban szerepelt.

## Fiatalkora
A washingtoni Tacomában született, Vernie és Norma Reed lányaként.[forrás?] A Washingtoni Egyetemen diplomázott.

## Magánélete
1988-ban házasodott összes Sandy Smolan rendezővel. 2004 óta a Los Angeles-i Hancock Parkban élnek két örökbe fogadott gyermekükkel.

## Filmográfia

### Film
| Év   | Magyar cím                      | Eredeti cím               | Szerep                 | Magyar hang        | Ref.   |
| ---- | ------------------------------- | ------------------------- | ---------------------- | ------------------ | ------ |
| 1980 | Jesse James balladája           | The Long Riders           | Belle Starr            |                    | [ 7 ]  |
| 1980 | Melvin és Howard                | Melvin and Howard         | Bonnie Dummar          |                    | [ 8 ]  |
| 1981 | Átverés                         | Eyewitness                | Linda Mercer           | Biró Anikó         | [ 9 ]  |
| 1982 | Szerelmes doktorok              | Young Doctors in Love     | Norine Sprockett nővér |                    | [ 10 ] |
| 1983 | Az igazak                       | The Right Stuff           | Trudy Cooper           | Tallós Rita        | [ 11 ] |
| 1984 |                                 | The Goodbye People        | Nancie Scot            |                    |        |
| 1986 | A Barlangi Medve népe           | The Clan of the Cave Bear | Iza                    | eredeti nyelven    |        |
| 1986 | Most kapd el, Jack!             | The Best of Times         | Gigi Hightower         |                    | [ 12 ] |
| 1987 |                                 | Rachel River              | Mary Graving           |                    |        |
| 1989 | Az őrület fészke                | Chattahoochee             | Earlene                | Jani Ildikó        | [ 13 ] |
| 1989 | Az őrület fészke                | Chattahoochee             | Earlene                | Málnai Zsuzsa      | [ 13 ] |
| 1989 | Az őrület fészke                | Chattahoochee             | Earlene                | Gruber Zita        | [ 13 ] |
| 1990 |                                 | Redlands                  | Maude                  |                    |        |
| 1990 | Cadillac Man                    | Cadillac Man              | Tina                   | Molnár Zsuzsa      | [ 14 ] |
| 1990 | Cadillac Man                    | Cadillac Man              | Tina                   | Balogh Erika       | [ 14 ] |
| 1990 | Ovizsaru                        | Kindergarten Cop          | Phoebe O'Hara nyomozó  | Várhegyi Teréz     | [ 15 ] |
| 1992 | Boldog-boldogtalan              | Passed Away               | Terry Scanlan Pinter   | Andresz Kati       |        |
| 1992 | Bob Roberts                     | Bob Roberts               | Carol Cruise           |                    |        |
| 1994 | Junior                          | Junior                    | Angela                 | Andresz Kati       |        |
| 1997 |                                 | Santa Fe                  | Nancy Vigil            |                    |        |
| 1997 | Bean – Az igazi katasztrófafilm | Bean                      | Alison Langley         | Csere Ágnes        |        |
| 1998 | Bolond szerelem                 | Why Do Fools Fall in Love | Lambrey bíró           | Menszátor Magdolna |        |
| 1999 |                                 | Standing on Fishes        | Janice                 |                    |        |
| 2000 | Túszharc                        | Proof of Life             | Janis Goodman          | Kubik Anna         |        |
| 2000 | Túszharc                        | Proof of Life             | Janis Goodman          | Pápai Erika        |        |
| 2005 |                                 | Life of the Party         | Evelyn                 |                    |        |
| 2016 |                                 | Savannah Sunrise          | Loraine                |                    |        |
| 2016 |                                 | The Architect             | Coln anyja             |                    |        |
| 2017 |                                 | Outside In                | Bette néni             |                    |        |
| 2018 |                                 | The Long Dumb Road        | Dotty                  |                    |        |
| 2020 |                                 | Language Arts             | Giorgia nővér          |                    |        |
| 2023 |                                 | The Burial                | Annette O'Keefe        |                    |        |